# 沉睡的秘境
《沉睡的秘境》，為萩尾望都所作的科幻題材日本漫畫。並獲得第27回的日本SF大賞。

## 主要登場人物
以下角色人名以台灣尖端版為準。

### 21世紀
渡會時夫
夢境潛行能力者，可窺探他人的夢境。
北方桐谷
渡會時夫與北方明美的兒子。15歳。幼時雙親離婚。
十條青羽
沉睡7年的少女。
北方明美
渡會時夫的前妻。桐谷之母。
十條菜菜實
青羽的祖母。十條製薬的會長。
馬倫巴
菜菜實恢復年輕時使用的假名。

### 22世紀？（芭芭拉島的住民）
青羽
多可
派音

## 外部連結
- barubara（日語）